# Séquestration pulmonaire

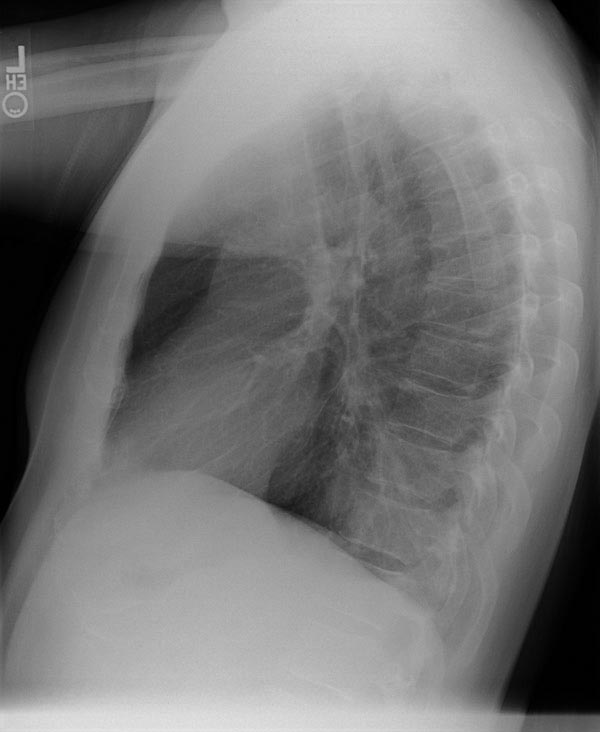
Radiographie d'une séquestration pulmonaire

Une séquestration pulmonaire, aussi appelée séquestre pulmonaire, est une malformation congénitale du poumon où une partie du tissu pulmonaire n'est pas connecté à l'arbre bronchique ni à la circulation vasculaire pulmonaire.

## Physiopathologie

### Mécanisme
Le mécanisme de formation des séquestrations pulmonaires est débattu. La théorie la plus couramment acceptée propose qu'une séquestration pulmonaire est le résultat de la formation d'un bourgeon pulmonaire accessoire entre la 4e et la 8e semaine de développement embryonnaire.

### Formes anatomiques
Il existe deux types de séquestrations : intra-lobaire et extra-lobaire, selon l'inclusion ou non de la séquestration au sein du tissu pulmonaire normal,. La situation intra-lobaire est la plus fréquente.
Les lobes inférieurs sont largement les plus touchés : 63 % des séquestrations extra-lobaires, et 98 % des séquestrations intra-lobaires. Le côté gauche est un peu plus souvent touché que le droit.
L'artère nourricière de la séquestration naît le plus souvent de l'aorte thoracique descendante, mais peut aussi être issue de l'aorte abdominale, et plus rarement de l'artère splénique ou du tronc cœliaque.

### Malformations associées
Plusieurs autres malformations peuvent associées à la présence d'une séquestration pulmonaire, en particulier pour les formes extra-lobaires (65 % des cas). Les formes intra-lobaires ne sont associées à d'autres anomalies que dans 11 % des cas.
Les séquestrations extra-lobaires sont le plus souvent associées à une hernie diaphragmatique congénitale (16 % des patients). Environ 25 % de patients vont présenter des malformations respiratoires diverses, parmi lesquelles l'hypoplasie pulmonaire, l'emphysème pulmonaire congénital, ou encore le kyste bronchogénique.

## Épidémiologie
La présence d'une séquestration pulmonaire est rare, avec une incidence estimée entre 0,15 et 1,8 % de la population. Il s'agit de la deuxième malformation pulmonaire la plus fréquente.
Dans les séquestrations extra-lobaires, les garçons sont plus touchés que les filles, avec un sex-ratio de 3 à 4 pour 1. En revanche, dans les séquestrations intra-lobaires, le sex-ratio est équilibré.

## Manifestations cliniques

### Séquestrations extra-lobaires
La symptomatologie des séquestrations extra-lobaires est généralement importante dès la naissance. Un quart des nouveau-nés porteurs de la malformation présentent une détresse respiratoire ou une difficulté d'alimentation dès les premières heures de vie. Les enfants plus âgés présentent généralement des symptômes respiratoires, et parfois une insuffisance cardiaque associée.

### Séquestrations intra-lobaires
Les manifestations cliniques des séquestrations intra-lobaires peuvent être frustres. Lorsqu'elles sont présentes, elles sont dominées par les pneumopathies à répétition, les douleurs thoraciques, et les hémoptysies.

## Diagnostic
Le diagnostic se fait le plus souvent dans la petite enfance, pendant les six premiers mois de vie, mais peut aussi être réalisé à l'âge adulte. Les séquestrations extra-lobaires peuvent par ailleurs être dépistées in utero par échographie.
La tomodensitométrie thoracique, avec injection de produit de contraste iodé, permet généralement d'évoquer le diagnostic.

## Traitement
Le traitement de référence est la chirurgie. Dans le cas d'une séquestration extra-lobaire, il est possible de ne réaliser que l'exérèse du parenchyme pulmonaire atteint. Cependant, dans le cas des séquestrations intra-lobaires, il est nécessaire de réaliser une lobectomie pulmonaire.
Il est parfois nécessaire de réaliser un geste d'embolisation vasculaire